# شوتا یامانیدزه
شوتا یامانیدزه (گرجی: შოთა იამანიძე؛ ۱۵ مارس ۱۹۳۷ – ۱۵ اکتبر ۱۹۷۱) یک بازیکن فوتبال اهل اتحاد جماهیر سوسیالیستی شوروی بود.
از باشگاه‌هایی که در آن بازی کرده‌است می‌توان به باشگاه فوتبال دینامو تفلیس اشاره کرد.
وی همچنین در تیم ملی فوتبال شوروی بازی کرده‌است.